# 亀山公園こどもの国
亀山公園こどもの国（かめやまこうえんこどものくに）は、香川県丸亀市の丸亀城内にかつて存在した遊園地である。

## 概要
1964年12月にオープン。園内には、木立の中の100メートルのコースを周回する「汽車」、空気で膨らませたドームの中で遊ぶ「キリンファファ」、魚の人形を釣り上げた数に応じて景品がもらえる「魚釣りゲーム」、観覧車やメリーゴーラウンドもあった（ただし、閉園時点では観覧車とメリーゴーラウンドは休止していた）。
1970年代から80年代にかけては賑わっていたが、その後は少子化、設備の老朽化、陳腐化などで入場者数は減り続け、存続は断念し、2007年11月25日に43年の歴史に幕を下ろした。
丸亀城が国の重要文化財のため、文化庁は｢本来は城内にない施設｣として撤去の指導をしていた。そのため設備の新設･改修ができなかった。